# Calcar avis
Calcar avis (Calcar avis) sau pintenul lui Morand, pintenul calcarin, pintenul de cocoș, pintenul aviar, micul hipocamp (Hippocampus minor), unghia lui Haller, unghia aviară (Unguis avis) este o proeminență asemănătoare unui  pinten de  pasăre,  aflată pe peretele medial al cornului occipital al ventriculului lateral, sub bulbul cornului occipital, produsă de extensie laterală spre ventricul a părții anterioare a șanțului calcarin.
Calcar avis a fost descris de Sauveur François Morand,  chirurg francez (1697–1773) și Albrecht von Haller, fiziolog și anatomist elvețian (1708–1777)